# L'Empire ultime
L'Empire ultime (titre original : Mistborn : The Final Empire) est un roman de fantasy de Brandon Sanderson, paru en 2006 aux États-Unis, et en 2010 en France. C'est le premier tome du cycle Fils-des-brumes. Il est suivi par Le Puits de l'ascension puis par Le Héros des siècles.

## Résumé
L'histoire se déroule dans un empire commandé depuis 1000 ans par un empereur immortel, le Seigneur Maître. Ses obligateurs font régner la terreur dans la cité de Luthadel au cœur de l'Empire Ultime, et le peuple est divisé principalement en deux catégories : les skaa, exploités et surexploités dans des plantations sordides, considérés comme des bêtes et non comme des humains, et les nobles, doués de pouvoirs d'allomancie (pouvoirs tirant leur force des métaux). Mais dans l'ombre de cette ville où les cendres ne cessent jamais de tomber du ciel, la résistance s'organise pour mettre fin à ce régime barbare et autoritaire.

## Personnages

### Personnages principaux
- Vin : Jeune voleuse orpheline. Elle rejoint la bande de Kelsier quand celui-ci découvre qu'elle possède des pouvoirs extraordinaires, elle est une fille-des-brumes. Elle, qui n'a confiance en personne, se laisse progressivement apprivoiser par Kelsier et ses amis, tous plus atypiques les uns que les autres. Elle devient alors l'un des acteurs de la chute de l'Empire, au prix de sacrifices, mais aussi de découvertes. En infiltrant les bals de la noblesse sous le nom de Lady Valette, elle rencontre Elend Venture, un jeune érudit idéaliste.
- Kelsier dit « Survivant de Hathsin »  : Célèbre voleur et fervent opposant au régime instauré par le Seigneur Maître. Il découvre ses pouvoirs d'allomancien après s'être échappé des Fosses de Hathsin dont on ne réchappe pourtant jamais. Il est le chef de la bande et peut faire preuve d'une certaine cruauté pour parvenir à ses fins. Pour lui, les nobles sont coupables de tous les maux de l'empire. Il se sacrifie afin d'inciter les skaa à se révolter contre le Seigneur Maître, il devient un symbole pour le peuple qui lui rendra par la suite un culte, au travers l'Église du Survivant.
- Sazed : Gardien terrisien qui s'est engagé dans la rébellion (ce qui n'est pas dans la nature des Gardiens). Il utilise la ferrochimie qui consiste à stocker des forces dans divers métaux en contact avec le corps. Il devient précepteur de Vin et fait preuve d'une grande sagesse. Sa passion est de récolter des informations sur les religions présentes avant l'Ascension du Seigneur Maître, ce dernier ayant tout fait pour les faire disparaître. Il tente ainsi de retrouver la religion terrisienne, disparue depuis plus de mille ans.
- Dockson : Bras droit de Kelsier. Il organise et administre les plans et sait rester lucide contrairement à Kelsier. Homme sans pouvoir allomantique.
- Ham : Cogneur (brumant capable de brûler du potin) de la bande de Kelsier. Il a toujours le mot pour rire et passe son temps à se chamailler avec Brise.
- Brise : Apaiseur (brumant capable de brûler du laiton) de la bande de Kelsier. Personnage cynique et grinçant qui pourtant s'efforce en cachette, grâce à ses pouvoirs d'apaisement, de rendre tout le monde heureux.
- Clampin : Ancien charpentier skaa, il tient un atelier servant de couverture aux agissements de la bande. C'est un enfumeur (brumant capable de brûler du cuivre) qui passe son temps à ronchonner.
- Spectre/Lestibournes : Neveu de Clampin. C'est un œil-d'étain parlant l'argot des rues et ayant des difficultés à se faire comprendre des autres membres de la bande de Kelsier.
- Elend Venture : Jeune érudit idéaliste. Il est le fils d'un des nobles les plus puissants de Luthadel.

## Les peuples
Les Skaa : Représentant la très grande majorité de la population, les skaa sont des humains ordinaires, mais n'étant pas doués d'allomancie. Ils sont pour la plupart utilisés comme esclave dans des plantations à la campagne ou dans des usines en ville. Leur grand nombre est notamment dû à une fécondité bien supérieure à celle des nobles, mais ils sont également bien plus petits et dociles que ces derniers.
Les Nobles : Descendants de ceux qui ont aidé le Seigneur Maître à obtenir le pouvoir, il leur a accordé à tous l'allomancie (cependant, les allomanciens sont de moins en moins nombreux et puissants avec les années qui passent et le sang qui se mélange à celui des skaa). De plus, les nobles sont plus grands que la plupart des skaa, et ont beaucoup de difficultés à avoir des enfants.
Les Terrisiens : Peuple oppressé par le Seigneur Maître depuis son arrivée au pouvoir, les hommes terrisiens sont tous eunuques et élevés en tant qu'intendants, ils sont d'ailleurs réputés pour être les meilleurs. Les femmes, quant à elles, sont soient tuées, soit utilisées comme pondeuses, afin d'obtenir de futurs intendants et de nouvelles pondeuses. Un petit groupe nommé "Gardiens", dont fait partie Sazed, est cependant toujours présent, malgré l'acharnement du Seigneur Maître.
Les Koloss : Peu présent dans le premier volume, les koloss sont des humanoïdes à la peau très étrange : bleue, elle pend par gros paquet lorsqu'ils sont petits, et quand ils grandissent, la peau s'étire, pouvant même se déchirer sur les koloss dépassant les deux mètres. Les plus jeunes font dans les 1,30 m, les plus vieux, dans les 2,10 m. Il ne semble n'y avoir aucun koloss femelle, personne ne sait comment ils se reproduisent. Ce sont des brutes à la solde du Seigneur Maître.